# Liste des intendants de la généralité de l'Île de Corse
La Généralité de l'Île de Corse est la circonscription des intendants de la Corse, leur siège est Bastia.
Les intendants de police, justice et finances sont créés en 1635 par un édit de Louis XIII, à la demande de Richelieu pour mieux contrôler l'administration locale.

## Liste des intendants de la généralité de l'île de Corse
| Date                     | Nom |
| ------------------------ | --- |
| 1768 - 1771              | Daniel Marc Antoine Chardon (1731-1805) maître des Requêtes, commissaire général des prises, premier président du conseil supérieur de l'île de Corse avant d'en être nommé intendant |
| 11 mai 1771 - avril 1775 | Barthélémy de Colla de Pradine (1724-1796) seigneur de Pradine, Vauroux et autres lieux conseiller à la cour des Comptes, Aides et Finances de Provence, reçu le 2 mai 1757 dans l’office de son père, André Xavier de Colla (1700-1780), conseiller d'honneur au parlement d'Aix par lettres-patentes du 26 octobre 1771. C'est sous son administration que Charles Bonaparte obtient la reconnaissance de sa noblesse, le 13 septembre 1771, et qu'il est élu, le 29 septembre 1771, aux États de Corse comme représentant de la noblesse d’Ajaccio |
| 9 avril 1775 - 1785      | Claude-François Bertrand de Boucheporn (4 novembre 1741-20 février 1794) avocat au parlement de Metz en 1761 et avocat général en 1768, conseiller d'honneur au parlement de Metz, puis intendant à Pau et Bayonne (4 mai 1785-1787) et intendant à Auch (1787-1790), guillotiné le 2 ventôse an II à Toulouse |
| 1785 - 1790              | François-Nicolas de La Guillaumye (19 février 1738-26 frimaire an XIV (17 décembre 1805)) conseiller au parlement de Paris en 1758, conseiller honoraire au parlement de Paris en 1785, intendant de justice, police, finances, fortifications et vivres auprès de ses troupes, et commissaire départi par le roi pour l'exécution de ses ordres dans l'île de Corse, en 1785, maître des Requêtes en 1789, juge au tribunal criminel de la Seine en l'an XI (1802)                                                                                   |